# Renard (Stravinsky)
Pour les articles homonymes, voir Renard (homonymie).
Renard est une histoire burlesque chantée et jouée composée par Igor Stravinsky en 1916-1917, mais qui ne fut jouée pour la première fois qu'en 1922. Les textes ont été montés par le compositeur d'après le recueil de Contes populaires russes d'Alexandre Afanassiev. Le texte français a été rédigé par Charles-Ferdinand Ramuz.

## Historique
La musique de Renard avait été commandée à Stravinsky dès 1915 par la princesse de Polignac. Cependant, Serge de Diaghilev, fâché que Stravinsky n'ait pas voulu monter ce ballet avec lui, négocia un prix pour acheter le droit de monter l'œuvre, à la place de la princesse de Polignac. Elle ne fut finalement créée par les Ballets russes à l'Opéra de Paris que le 18 mai 1922, dans une chorégraphie de Bronislava Nijinska, et des costumes et des décors de Michel Larionov. Il s'agit de la première chorégraphie de Nijinska pour les Ballets russes ; elle dansa le rôle de Renard, tandis que le Coq était interprété par Stanislas Idzikowski, le Chat par Jean Jasvinski et le Bouc par Michel Fedorov.
Stravinsky fut très satisfait de la représentation, quoiqu'il jugeât que l'œuvre n'était pas adaptée au cadre immense de l'Opéra de Paris.

## Rôles chantés
Stravinsky précise dans la partition que les quatre rôles chantés le sont à partir de la fosse d'orchestre. À plusieurs endroits dans la partition les voix et rôles sont mélangés, mais pour les dialogues, ils prennent la configuration suivante :
- le coq (ténor)
- le renard (ténor)
- la chèvre (basse)
- le chat (basse)

## Argument
Inspiré de contes russes, ce ballet met en scène un renard qui s'attaque à un coq en se déguisant en religieuse, puis en mendiante. Un chat et un bouc tentent de l'en empêcher et finiront par le tuer.

## Analyse
Le ballet débute et termine par une marche, au son de laquelle les acteurs entrent et sortent de la scène. Cette marche fait alterner binaire et ternaire.
L'action se déroule en trois phases. Alors que les deux premières, construites de manière similaires, servent aux dialogues entre le coq et le renard, la dernière sert d'épilogue.

### Orchestration
L'œuvre est instrumentée pour quatre voix et dix-sept musiciens solistes, dont un cymbalum dont les arpèges et jeux techniques difficiles imitent bien l'action se déroulant sur scène.

## Discographie
- L'enregistrement de Stravinsky que l'on retrouve dans son intégrale sur Sony Classical a été enregistré en 1962 avec George Shirley et Loren Driscoll comme ténors, ainsi que William Murphy et Donald Gramm comme basses, accompagnés par le Columbia Chamber Ensemble.
- Robert Craft a enregistré l'œuvre en 2005 avec John Aller et Steven Paul Spears comme ténors, ainsi que David Evitts et Wilbur Pauley comme basses. L'enregistrement est disponible chez Naxos.